# Gonfaron
Gonfaron is een gemeente in het Franse departement Var (regio Provence-Alpes-Côte d'Azur) en telt 3481 inwoners (2004). De plaats maakt deel uit van het arrondissement Brignoles.

## Geografie
De oppervlakte van Gonfaron bedraagt 40,7 km², de bevolkingsdichtheid is 85,5 inwoners per km².
De plaats grenst aan het natuurgebied de Plaine des Maures.

## Verkeer en vervoer
In de gemeente ligt spoorwegstation Gonfaron.
De onderstaande kaart toont de ligging van Gonfaron met de belangrijkste infrastructuur en aangrenzende gemeenten.

## Demografie
Onderstaande figuur toont het verloop van het inwonertal (bron: INSEE-tellingen).